# Parafia Narodzenia św. Jana Chrzciciela w Wisaginii
Parafia Narodzenia św. Jana Chrzciciela – jedna z dwóch parafii prawosławnych w Wisaginii. Wchodzi w skład dekanatu wisagińskiego eparchii wileńskiej i litewskiej Rosyjskiego Kościoła Prawosławnego.
Parafia została zarejestrowana w 1990. Początkowo nabożeństwa odbywały się w prywatnym mieszkaniu. W 1991 Ignalińska Elektrownia Jądrowa przekazała wspólnocie murowany budynek przy alei Sedulinos, który zaadaptowano na cerkiew. Pierwsze nabożeństwo w nowej świątyni odprawiono 7 lipca 1991. W następnym roku cerkiew została konsekrowana pod wezwaniem Narodzenia św. Jana Chrzciciela.
Parafia liczy około 200 wiernych.